# コルグ・KARMA

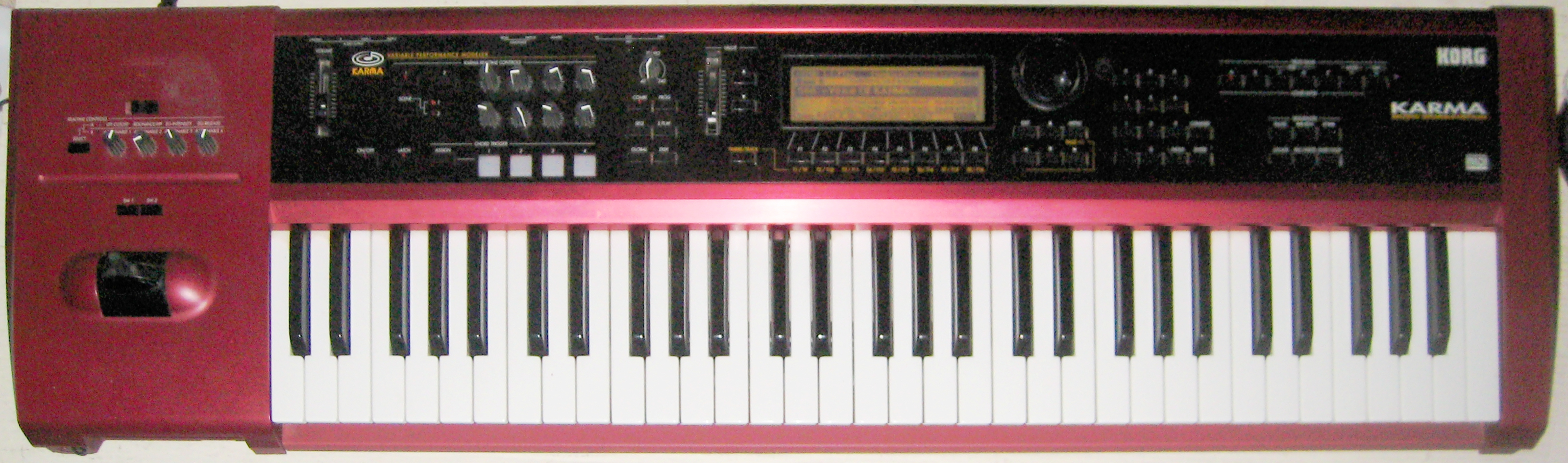

KARMA（カーマ）とはコルグのシンセサイザーの型番・商品名。このシンセは、カーマソフトウエアというリアルタイムに音楽を生成するアルゴリズムを搭載したアルペジオでは得られない音楽を瞬時に生み出す事のできるミュージックワークステーションである。このカーマ機能は、KARMA発売以降のフラグシップ機にも搭載されている。KARMAは、コルグ・TRITONシリーズの派生品として開発・販売されている為、全てではないがTRITONのファイルを直接使用でき相互互換が出来る。

## 主な特徴
- TRITON同様PCM音源はHI（Hyper Integrated）シンセシス・システムを採用。TRINITYや、TRITON同様、物理モデル音源の従来のMOSS音源を拡張可能で、TRITON専用拡張音源ボードEXB-PCMシリーズも2枚搭載可能である。
- 61鍵盤のみ発売。本体の色は赤色で、ディスプレーはオレンジと派手であるが、タッチ機能や、リボンコントローラは非搭載。
- 外観は、TRITON Leによく似ているが、一回りサイズも重さも大きい。
- ノブの数は、13個と多くトリガーボタンを4つを搭載している。

## 主なユーザー
日本人アーティスト
- 小室哲哉
- 浅倉大介

北朝鮮
- 牡丹峰電子楽団

他、多数のアーティストが使用している。